# Shashamane
Shashamane város Etiópiában, Oromia szövetségi állam Nyugat-Arsi zónájának területén.

## Fekvése
Addisz-Abebától 240 km-re délre, a Kairó-Fokváros transzafrikai főútvonal mentén fekszik 1920 méteres tengerszint feletti magasságban.

## Története
Shashamane-t a 19. században katonai őrhelyként alapították.
1948-ban Hailé Szelasszié császár saját birtokából egy területet adományozott az Etióp Világszövetség számára azzal a céllal, hogy ott az Afrikába visszatérni szándékozó rasztafari afroamerikaiak várost építhessenek. A telepesek a Karib-tenger térségéből, elsősorban Jamaikából érkeztek. Az első állandó település 1955-re épült fel. A telepesek száma néhány év múlva meghaladta a kétezret. További adományokkal bővült a város területe, ahol a császár több alkalommal is látogatást tett.
1974-ben, a Derg uralomra jutásakor csökkentették a város területét, sokan visszavándoroltak az amerikai kontinensre. A telepesek száma rövidesen háromszáz alá csökkent.
2005-ben Bob Marley hamvait felesége kérésére a városban temették újra. Ettől az évtől kezdve a rajongók itt ünnepelték a zenész születésnapját, ami Shashamane-t széles körben ismertté tette.
Ma a város több mint százezer lakója között kb. nyolcvan rasztafari család él.

## Népessége
Shashamane lakossága 1994-ben 52 308 fő volt. Ez a 2005-ös népszámlálási adatok szerint 93 156 főre, 2008-as becslés szerint pedig 1 143 350 főre növekedett.

## Fordítás
- Ez a szócikk részben vagy egészben  a   Shashamane című angol Wikipédia-szócikk fordításán alapul.  Az eredeti cikk szerkesztőit annak laptörténete sorolja fel. Ez a jelzés csupán a megfogalmazás eredetét és a szerzői jogokat jelzi, nem szolgál a cikkben szereplő információk forrásmegjelöléseként.